# Calyptobates
Calyptobates is een geslacht van wantsen uit de familie van de Gerridae (schaatsenrijders). Het geslacht werd voor het eerst wetenschappelijk beschreven door John T. Polhemus en Dan A. Polhemus in 1994.

## Soorten
Het genus bevat de volgende soorten:

- Calyptobates amboina J. Polhemus & D. Polhemus, 1994
- Calyptobates andaman J. Polhemus & D. Polhemus, 1994
- Calyptobates jourama J. Polhemus & D. Polhemus, 1994
- Calyptobates kamoro J. Polhemus & D. Polhemus, 2000
- Calyptobates kopi J. Polhemus & D. Polhemus, 2000
- Calyptobates minimus J. Polhemus & D. Polhemus, 1994
- Calyptobates rajani Jehamalar & Chandra, 2014
- Calyptobates rubidus J. Polhemus & D. Polhemus, 1994
- Calyptobates samarinda J. Polhemus & D. Polhemus, 1994
- Calyptobates simplex J. Polhemus & D. Polhemus, 1994